# Poire (viande)
Pour les articles homonymes, voir poire (homonymie).
En boucherie, la poire est une pièce qui se situe au niveau de l’arrière-train de l’animal (bœuf), au-dessus de l’araignée. 
Ce morceau de première catégorie en forme de poire, ce qui lui donne son nom, est un muscle à fibres courtes pesant de 500 à 600 grammes. C’est un morceau du tende de tranche, ensemble de muscles sur la face interne de la cuisse. Ces muscles relativement peu sollicités donnent une viande très tendre, particulièrement fine et fondante. Avec le merlan, l’araignée et la fausse araignée, la poire fait partie des « morceaux du boucher » car celui-ci les réserve aux gastronomes,.
Son appellation courante dans les bistros et restaurants de « poire du boucher » n’a rien à voir avec la « poire de boucher », ou de bouchet, qui est une poire grosse, ronde, tendre et blanche, mûrissant à la mi-août, ni avec la petite poire « deux-bouchées », petite variété apéritive.
En raison de la tendreté supérieure et exceptionnelle de cette pièce, la poire de bœuf est souvent réservée auprès des bouchers pour la fondue bourguignonne (pour un nombre important de convives, cette pièce étant rare, le boucher proposera d'y associer des morceaux d'araignée de bœuf).